# Levis (Wisconsin)
Levis – miasto w Stanach Zjednoczonych, w stanie Wisconsin, w hrabstwie Clark.